# Tu viện Novodevichy
Tu viện Novodevichy còn được gọi là Tu viện Bogoroditse-Smolensky (tiếng Nga: Новодевичий монастырь, Богородице-Смоленский монастырь) có lẽ là tu viện nổi tiếng nhất của Moskva, Nga. Không giống như các tu viện Moscow khác, nó vẫn giữ nguyên được kiến trúc từ thế kỷ 17. Năm 2004, nó đã được UNESCO công nhận là Di sản thế giới.

## Cấu trúc
Tu viện nằm ở phía tây nam Moskva, được bao quanh bởi những bức tường với một công viên xung quanh tạo thành vùng đệm. Công viên bị giới hạn ở phía bắc và phía đông là khu vực dân cư đông đúc. Phía tây của nó là sông Moskva còn phía nam là đường cao tốc đô thị. Tu viện bao quanh bởi bức tường với 12 tháp canh với hai lối vào từ phía bắc và nam. Bố cục của nó là một hình chữ nhật không đều, chiều tây sang đông.
Cấu trúc lâu đời nhất trong tu viện là Nhà thờ Smolensky dành riêng cho Đức Mẹ Smolensk. Nó nằm ở trung tâm của quần thể giữa hai cổng vào. Công trình được xây dựng từ năm 1524-1525 theo lệnh của Ivan IV với những tháp chuông điển hình. Hầu hết các học giả đồng ý rằng, nhà thờ được xây dựng lại vào những năm 1550 hoặc 1560. Nó trước đây được bao quanh bởi bốn nhà nguyện nhỏ hơn, trong một bố cục sắp xếp gợi nhớ đến Nhà thờ chính tòa Truyền tin ở Kremlin. Những bức bích họa trong nhà thờ là một trong những tác phẩm được bảo tồn tốt nhất Moskva.
Những năm 1680, tu viện được cải tạo theo lệnh của Sofia Alekseyevna. Những bức tường đỏ, đỉnh tháp, hai nhà thờ cao cùng với khu nhà ở và khu dân cư được thiết kế theo kiến trúc Baroque Moskva được cho là của kiến trúc sư tên là Peter Potapov. Trong nhà thờ cũ là chậu đựng nước thánh và bàn thờ chạm khắc mạ vàng đã được thêm vào năm 1685. Bàn thờ của nó có bốn tầng chứa các họa tiết được ban tặng bởi sa hoàng Boris Godunov còn tầng thứ năm là tác phẩm của những họa sĩ thế kỷ 17 hàng đầu là Simon Ushakov và Fyodor Zubov.
Một tháp chuông sáu tầng hình bát giác cao 72 mét là tháp chuông cao thứ hai tại Moskva sau Tháp chuông lớn Ivan.